# Monitor Latino
Monitor Latino est une association de musique américaine fondée en 2003. Elle publie hebdomadairement des classements basés sur la diffusion de chansons à la radio à travers les pays d'Amérique latine et hispanophones aux États-Unis.